# Мануиловская (Красноборский район)
Мануиловская — деревня в Красноборском районе Архангельской области. Входит в состав Алексеевского сельского поселения.

## География
Находится в юго-восточной части Архангельской области к югу от восточной окраины административного центра района села Красноборск на левобережье реки Северная Двина.

## История
Отмечена была уже только на карте 1984 года.

## Население
Численность населения: приблизительно 80 человек (1984 год), 60 (русские 100 %) в 2002 году, 58 в 2010.